# Pierre-Joseph Bonnaterre
Pierre Joseph Bonnaterre (Aveyron, 1752 — Saint-Geniez, 20 de setembro de 1804) foi um presbítero católico e naturalista que contribuiu para o conhecimento dos cetáceos, mamíferos, aves, répteis, anfíbios e insectos. É o principal autor da parte zoológica da obra enciclopédica intitulada Tableau encyclopédique et méthodique e notabilizou-se como o primeiro cientista a estudar a criança selvagem que ficaria conhecida por Victor de Aveyron.

## Biografia
Nasceu em 1752 em Saint-Geniez, na região de Aveyron, e iniciou em 1772 os seus estudos religiosos no Seminário de Rodez, sendo ordenado como presbítero a 22 de fevereiro de 1779. Na sua carreira como sacerdote católico, foi vigário em diversas localidades, tendo residido em Paris de 1780 a 1792.
Em Paris, onde beneficiou da protecção de Armand de Roquelaure, um aristocrata que além de bispo era membro da Académie française, participou na elaboração da Encyclopédie méthodique e conviveu com alguns dos principais intelectuais franceses do tempo.
Naquela cidade estudou História Natural e Medicina, embora não tenha obtido qualquer grau académico nestas matérias, e trabalhou na edição das obras completas do teólogo francês François Fénelon, publicadas em 1787. Contudo, foi como naturalista que se notabilizou, especialmente como zoólogo, sendo um dos principais autores da parte zoológica da Encyclopédie méthodique. Publicou naquela imensa colecção a sua principal obra, que intitulou Tableau encyclopédique et méthodique des trois règnes de la nature, dividida em vários volumes (Ornithologie, Ichtyologie, Cétologie, Erpétologie, Insectologie, etc) publicados entre 1788 e 1792. Nesta obra baseou-se na classificação de Lineu, o Systema natura, sendo o primeiro naturalista francês a romper com a escola de Buffon, e nela Bonnaterre descreveu várias espécies de peixes e de aves, sendo-lhe creditada a identificação de cerca de 25 novas espécies de peixes. A obra inclui cerca de 400 ilustrações científicas, maioritariamente de peixes.
Em consequência da Revolução Francesa, em 1792 regressou à sua região natal, onde permaneceu escondido no Departamento de Aveyron até 23 de dezembro de 1794.
A 5 de dezembro de 1795 foi nomeado membro da comissão de instrução de Saint-Geniez (membre du jury d’instruction), iniciando uma carreira no campo da educação que levaria a que em 16 de maio de 1797 fosse nomeado professor na École centrale de l'Aveyron, em Saint-Geniez, onde passou a residir.
No ano de 1796 fundou em Rodez um parque zoológico que intitulou de Jardin zoologique de Rodez. Em 1798 publicou uma obra de conteúdo veterinário.
Foi encarregado de estudar e conduzir a Paris a criança selvagem que ficaria conhecida por Victor de Aveyron, que entregaria ao abade Sicard a 2 de setembro de 1800. Em consequência, foi o primeiro cientista a estudar aquela criança, tendo publicado uma  Notice historique sur le sauvage d’Aveyron (Notícia histórica sobre o selvagem de Aveyron), obra que inspirou fortemente François Truffaut no filme L'enfant sauvage.
Para além das obras publicadas, Bonnaterre deixou diversas obras manuscritas, entre as quais um estudo sobre a flora da região de Aveyron e diversas memórias sobre agricultura, botânica e história natural.

## Obras publicadas
Entre outras obras, Bonnaterre é autor das seguintes publicações:
- Tableau encyclopédique et méthodique des trois règnes de la nature, dix-huitième partie, insectes. Agasse, Paris 1797.
- Recueil de médecine vétérinaire ou Collection de mémoires d'instructions et de recettes sur les maladies des animaux domestiques. 1798;
- Tableau encyclopédique et méthodique des trois règnes de la nature: Cétologie, ophiologie, erpétologie. Padua 1795.
- Tableau encyclopédique et méthodique des trois règnes de la nature: Ophiologie. Panckoucke, Paris 1790.
- Tableau encyclopédique et méthodique des trois règnes de la nature: Ornithologie. Panckoucke, Paris 1790/91.
- Tableau encyclopédique et méthodique des trois règnes de la nature: Cétologie. Panckoucke, Paris 1789.
- Tableau encyclopédique et méthodique des trois règnes de la nature: Erpétologie. Panckoucke, Paris 1789/90.
- Tableau encyclopédique et méthodique des trois règnes de la nature: Ichthyologie. Panckoucke, Paris 1788.